# L'eterna illusione
L'eterna illusione (You Can't Take It With You) è un film del 1938 diretto da Frank Capra.
Il film è tratto da una commedia – vincitrice del Premio Pulitzer – scritta da George S. Kaufman e Moss Hart.
Vincitore di due Oscar (per il miglior film e per la miglior regia), fu il film col maggiore incasso nell'anno 1938.

## Trama
La famiglia Vanderhof-Sycamore, guidata dal nonno Martin Vanderhof, è una famiglia bizzarra, dove ognuno è libero di seguire le proprie aspirazioni artistiche, dai francobolli ai fuochi d'artificio, dalla drammaturgia alla danza fino alla vendita di scatole di canditi contenenti i minacciosi e oscuri messaggi d'una fantomatica setta chiamata "La Mano Nera".
Alice Sycamore, nipote di Martin, si innamora di Tony Kirby, di cui è la segretaria. Tony è figlio di un cinico banchiere, Anthony P. Kirby, che sta cercando di comprare tutti i terreni necessari per impiantare una fabbrica di armi; e proprio Martin Vanderhof è l'unico che si rifiuta di vendere la sua proprietà al potente Kirby.
La situazione precipita quando Tony porta i propri genitori a cena a casa di Alice nella sera sbagliata. La polizia irrompe in casa Sycamore e arresta tutti i componenti della famiglia, accusandoli di disturbo della quiete pubblica a causa dell'esplosione di alcuni fuochi d'artificio.
Il matrimonio sembra ormai impossibile, anche perché Alice, non volendo sposarsi senza l'approvazione dei genitori di Tony, lascia la città.
La situazione si risolve con la decisione di Tony di lasciare la banca del padre per perseguire i propri sogni, e grazie all'intervento di Martin Vanderhof, che spiega ad Anthony P. Kirby quali siano le cose fondamentali della vita e come il denaro non sia la cosa più importante, perché non lo si può portare con sé al termine della propria esistenza (da cui il titolo originale, You Can't Take It With You).

## Promozione
La realizzazione dei manifesti e delle locandine promozionali, per l'Italia, fu affidata al pittore cartellonista Anselmo Ballester.

## Premi e riconoscimenti
- 1939 - Premio Oscar
  - Miglior film alla Columbia Pictures
  - Migliore regia a Frank Capra
  - Candidatura Miglior attrice non protagonista a Spring Byington
  - Candidatura Migliore sceneggiatura non originale a Robert Riskin
  - Candidatura Migliore fotografia a Joseph Walker
  - Candidatura Miglior montaggio a Gene Havlick
  - Candidatura Miglior sonoro a John P. Livadary

## Curiosità
Il corvo che appare nel film è interpretato da Jimmy the raven, un esemplare addestrato di corvo imperiale (qui alla sua prima esperienza cinematografica) che apparve in molti altri film nei due decenni successivi; dopo L'eterna illusione, Frank Capra scritturò Jimmy in gran parte dei suoi film.